# Hemer
Cet article possède des paronymes, voir Hemmer et MR.

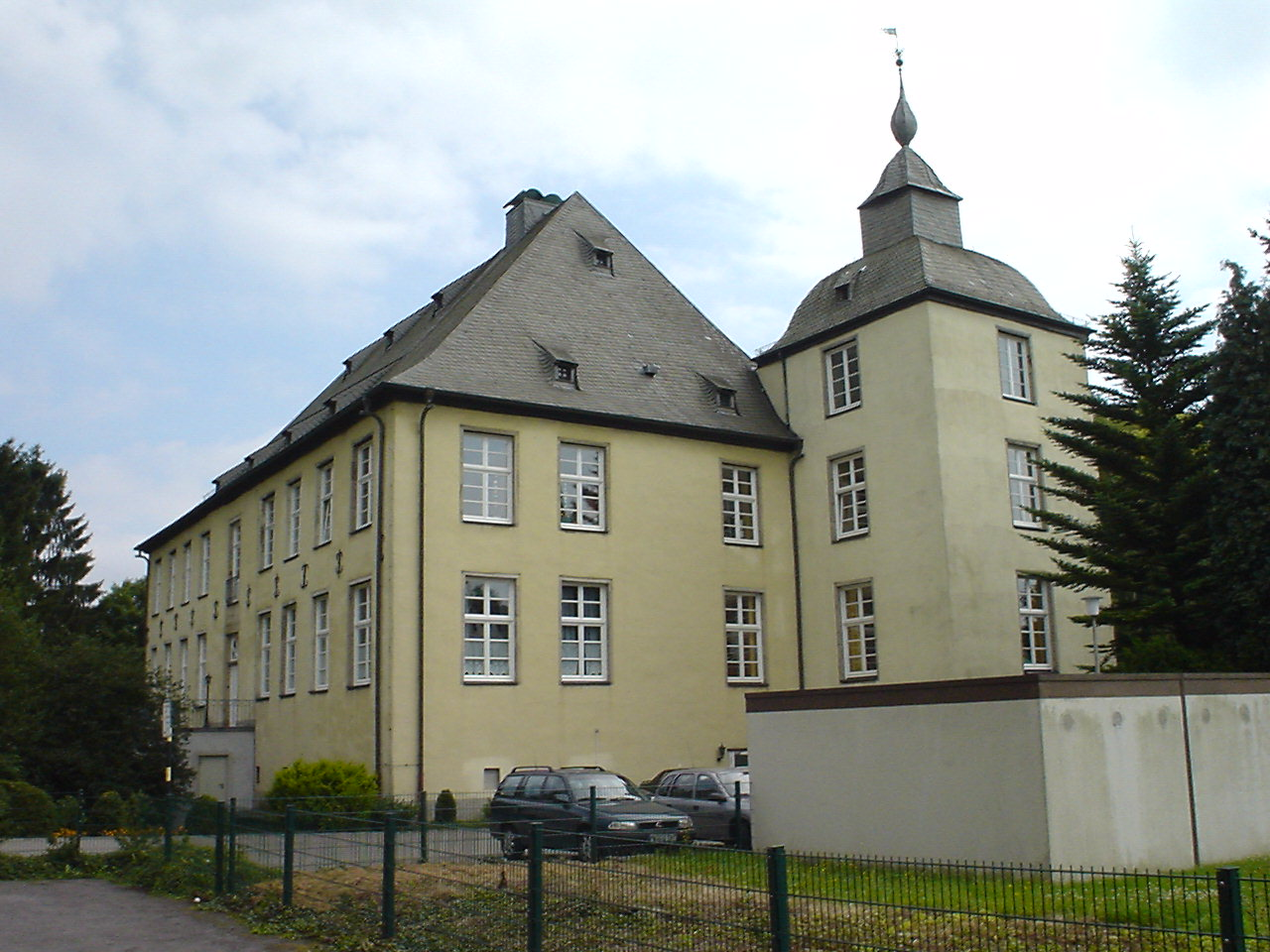
Haus Hemer.

Hemer est une ville d'Allemagne, dans le Land de Rhénanie-du-Nord-Westphalie au sud-est de Dortmund. Au cours de la Seconde Guerre mondiale y fut installé le Stalag VI-A.
Hemer est jumelée avec  Beuvry (France) et  Steenwerck (France) depuis 1967.

## Personnalités
- Wolfgang Becker
- Willibrord Benzler, évêque de Metz
- Hans Prinzhorn
- Frédéric de Romberg